# La Red
La Red, også kendt som La Red Chilena de Televisión, er en privat tv-kanal i Chile. Det begyndte at udsende den 12. maj 1991 som den anden private tv-station i Chile efter Mega.